# Ruth A. Reck
Ruth A Reck, Ruth Annette Gabriel Reck, (15 de diciembre de 1942) es una profesora de ciencia atmosférica de Estados Unidos. Fue una de las primeras modelizadoras en realizar pruebas de sensibilidad sobre los efectos de las nubes en los modelos climáticos, incluyendo el papel de las propiedades ópticas y la altura de las nubes. Además es la primera científica que alertó sobre el cambio climático.

## Biografía
Con 18 años  se convirtió en la persona más joven, en ese momento, en graduarse en la Universidad Estatal de Minnesota obteniendo su licenciatura en química y matemáticas. Se doctoró en Fisicoquímica por la Universidad de Minnesota y obtuvo también un Postdoctorado de Matemáticas Aplicadas en la Universidad de Brown.
Pertenece a un grupo de graduados en ciencias atmosféricas y  actualmente es profesora de recursos de la tierra, el aire y el agua en la Universidad de California-Davis impartiendo los cursos de Radiación y meteorología por satélite y Meteorología severa e inusual. Aparte de sus logros en materia de investigación, desde 1991 Reck ha sido miembro del Consejo de Regentes de la Universidad Tecnológica de Michigan.

### Trayectoria profesional

#### Como investigadora
En la década de 1960 Reck realizó en General Motors una investigación pionera sobre el cambio climático donde le pidieron analizar el impacto que tenía el desarrollo productivo de la empresa en el aire y el clima. Como primera mujer científica en el laboratorio, se encontró con un entorno en el que los compañeros de trabajo masculinos evaluaban su cuerpo en lugar de su cerebro. En respuesta, General Motors construyó un muro improvisado alrededor del espacio de trabajo de Reck para que los compañeros que pasaban por allí no pudieran mirar dentro. Reck realizó una investigación sobre los aerosoles, o partículas que pueden provenir de los coches y las fábricas descubriendo que los aerosoles provocaban un "calentamiento de la atmósfera cerca de los polos", y su trabajo se publicó en varias revistas científicas revisadas por expertos como Science y Atmospheric Environment. A raíz de sus estudios sobre los aerosoles, Reck se convirtió en copresidenta de un grupo de trabajo internacional que realizó las primeras pruebas de sensibilidad de los modelos atmosféricos a la presencia de aerosoles y planificó y coordinó futuras pruebas más avanzadas. Mostradas todas las evidencias a los directivos de la empresa, como por aquel entonces los coches eran imagen de progreso los directivos se negaron a tomar en cuenta los resultados y no modificaron su modelo productivo.
A lo largo de la década de 1970, Reck investigó los efectos de los gases de efecto invernadero, como el dióxido de carbono. Su trabajo ofrecía pruebas fehacientes de que el dióxido de carbono calentaba el planeta y podía desencadenar consecuencias nefastas en la Tierra, como el derretimiento de las capas de hielo y el aumento del nivel del mar.
Después de 27 años trabajando en General Motors abandonó su puesto en la empresa para trabajar como directora del programa de cambio climático en el  Laboratorio Nacional Argonne de Estados Unidos, en donde pudo continuar su labor de investigación y concienciación. Junto a John Hummel, desarrolló un modelo de albedo superficial (reflectividad) de 77.000 elementos con más de 50 tipos de cobertura superficial que se incorporaron a todos los modelos climáticos existentes en aquel momento.
En el año 2020, en un artículo de un periódico se denuncio que la General Motor conocía los efectos nocivos de los combustibles fósiles en la atmósfera desde hacía más de cincuenta años. Fue entonces cuando Reck decidió respaldar esta información y ofreció declaraciones sobre cómo sus estudios habían sido ninguneados recuperando además uno de sus primeros artículos académicos publicado en 1975 en la revista Science.

#### Como divulgadora
Abandonada la General Motors se centró en el mundo académico y en los efectos de la industria en el planeta. Editó  un libro, con Hummel, publicado por el Instituto Americano de Física sobre la interpretación responsable de los modelos climáticos.  
Ha escrito más de 200 artículos a lo largo de su carrera tanto como invitada, como publicaciones en revistas especializadas, libros, capítulos de libros y reseñas. 
Es miembro de más de 40 consejos nacionales e internacionales y ha participado como oradora invitada en charlas y seminarios presentados en Estados Unidos, Asia (Japón, China, Corea), Europa y el Reino Unido.
Sus publicaciones destacadas son:
- Reck, Ruth A. Climate Change and Sustainable Development. ISBN 9780981785455.
- Interpretation of Climate and Photochemical Models - AIP Conference Proceedings 82. American Institute of Physics. ISBN 9780883181812.
- Stratospheric Ozone Effects on Temperature [9]

## Premios y reconocimientos
En 2009 recibió un Premio a los logros de los exalumnos distinguidos